# René Ressejac-Duparc
Pour les articles homonymes, voir Duparc.
René Ressejac-Duparc est un footballeur français né en 1880 à Suresnes et mort en 1941 à Pornic.

## Carrière
Jouant d'abord à l'Union sportive de Puteaux, Duparc rejoint le Club français en 1898, à l'âge de 18 ans. Son mentor est le milieu de terrain Alfred Bloch.
Il est appelé pour faire partie de l'équipe olympique de l'USFSA représentant la France au tournoi de football aux Jeux olympiques d'été de 1900 à Paris. Il joue le deuxième match contre l'Université de Bruxelles, représentant la Belgique. La France sera a posteriori médaillée d'argent, la compétition étant à la base une démonstration.
Il dispute le Championnat de Paris dans la foulée avec le Club français, ne ratant qu'un seul match. Le journal L'Auto note que le joueur qui est l'un des plus jeunes de l'équipe est « un bon joueur, très résistant, très dur ». 
Duparc remporte aussi la Coupe Manier 1900, jouant tous les matchs avec le Club français,,. 
Il joue le Championnat de Paris 1901, toujours avec le Club français.

## Palmarès
- Coupe Manier 1900[11]